# Wolaytta (Sprache)
Wolaytta (auch: Welamo) ist eine omotische Sprache, die zum nördlichen Zweig dieser Sprachgruppe gehört und vom Volk der Wolaytta gesprochen wird.
Sie wird von ca. 1,2 Mio. Menschen in Äthiopien gesprochen (Stand von 1998) und ist damit neben dem (ebenfalls nordomotischen) Dialektkontinuum Gamo-Gofa-Dawro eine der beiden meistgesprochenen Sprachen innerhalb der omotischen Gruppe.
Welamo war Amtssprache des Königreiches Wolaytta.

## Sprachliche Charakteristik
Das Wolaytta hat die Grundwortfolge Subjekt-Objekt-Verb (SOV).